# Simulium oyapockense
Simulium oyapockense är en tvåvingeart som beskrevs av Floch och Emile Abonnenc 1946. Simulium oyapockense ingår i släktet Simulium och familjen knott. Inga underarter finns listade i Catalogue of Life.